# 3 for One
3 for One – box set zawierający 3 albumy amerykańskiego piosenkarza Chrisa Isaaka (Chris Isaak, Forever Blue i Silvertone), wydany 9 maja 2000 roku.

## Lista utworów

### CD 1 –Chris Isaak
1. You Owe Me Some Kind Of Love
2. Heart Full Of Soul
3. Blue Hotel
4. Lie To Me
5. Fade Away
6. Wild Love
7. This Love Will Last
8. You Took My Heart
9. Cryin'
10. Lovers Game
11. Waiting For The Rain To Fall

### CD 2 –Forever Blue
1. Baby Did A Bad Bad Thing
2. Somebody's Crying
3. Graduation Day
4. Go Walking Down There
5. Don't Leave Me On My Own
6. Things Go Wrong
7. Forever Blue
8. There She Goes
9. Goin' Nowhere
10. Changed Your Mind
11. Shadows In A Mirror
12. I Believe
13. The End Of Everything

### CD 3 –Silvertone
1. Dancin'
2. Talk To Me
3. Livin' For Your Lover
4. Back On Your Side
5. Voodoo
6. Funeral In The Rain
7. The Lonely Ones
8. Unhappiness
9. Tears
10. Gone Ridin'
11. Pretty Girls Don't Cry
12. Western Stars